# Фронтенак (Канзас)
Фронтенак (англ. Frontenac) — місто (англ. city) в США, в окрузі Кроуфорд штату Канзас. Населення — 3382 особи (2020).

## Географія
Фронтенак розташований за координатами 37°27′26″ пн. ш. 94°42′10″ зх. д. / 37.45722° пн. ш. 94.70278° зх. д. (37.457219, -94.702898).  За даними Бюро перепису населення США в 2010 році місто мало площу 13,09 км², з яких 12,87 км² — суходіл та 0,22 км² — водойми.

## Демографія
Згідно з переписом 2010 року, у місті мешкало 3437 осіб у 1391 домогосподарстві у складі 893 родин. Густота населення становила 263 особи/км².  Було 1519 помешкань (116/км²).
Расовий склад населення:
| - 95,5 % — білих - 0,7 % — азіатів - 0,5 % — корінних американців - 0,5 % — чорних або афроамериканців - 0,2 % — вихідців з тихоокеанських островів |

До двох чи більше рас належало 1,9 %. Частка іспаномовних становила 2,1 % від усіх жителів.
За віковим діапазоном населення розподілялося таким чином: 24,2 % — особи молодші 18 років, 56,2 % — особи у віці 18—64 років, 19,6 % — особи у віці 65 років та старші. Медіана віку мешканця становила 40,1 року. На 100 осіб жіночої статі у місті припадало 86,2 чоловіків;  на 100 жінок у віці від 18 років та старших — 79,8 чоловіків також старших 18 років.
Середній дохід на одне домашнє господарство  становив 57 017 доларів США (медіана — 47 500), а середній дохід на одну сім'ю — 66 800 доларів (медіана — 57 426). За межею бідності перебувало 10,4 % осіб, у тому числі 14,9 % дітей у віці до 18 років та 1,1 % осіб у віці 65 років та старших.
Цивільне працевлаштоване населення становило 1579 осіб. Основні галузі зайнятості: освіта, охорона здоров'я та соціальна допомога — 25,8 %, виробництво — 22,6 %, роздрібна торгівля — 9,6 %, будівництво — 7,2 %.